# Philadelphus brachybotrys
Philadelphus brachybotrys är en hortensiaväxtart som beskrevs av Emil Bernhard Koehne. Philadelphus brachybotrys ingår i släktet schersminer, och familjen hortensiaväxter. Inga underarter finns listade i Catalogue of Life.